# Michaił Razumow
Michaił Osipowicz Razumow, właśc. Aron Iosifowicz Archancew (ros. Михаи́л О́сипович Ра́зумов (Арон Иосифович Арханцев), ur. 1894 w Głuchowie, zm. 30 października 1937) – radziecki działacz partyjny, członek KC WKP(b) (1934-1937).

## Życiorys
Od 1913 członek SDPRR(b), 1918 kierownik Wydziału Organizacyjno-Instruktorskiego Południowego Obwodowego Sownarchozu (Charków), 1919 szef Zarządu Politycznego Odeskiego Okręgu Wojskowego, 1919-1920 inspektor Sekcji Politycznej Frontu Południowego. Od kwietnia 1920 przewodniczący Inspekcji Robotniczo-Chłopskiej w Doniecku, od 1920 sekretarz odpowiedzialny Komitetu Powiatowego RKP(b) w Ługańsku, później sekretarz odpowiedzialny Komitetu Gubernialnego KP(b)U, 1922 kierownik gubernialnej inspekcji robotniczo-chłopskiej. Od kwietnia 1922 do lutego 1923 sekretarz odpowiedzialny Komitetu Gubernialnego RKP(b) w Rybińsku, od lutego 1923 do lipca 1924 sekretarz odpowiedzialny Orłowskiego Komitetu Gubernialnego RKP(b), od lipca 1924 do 1927 sekretarz odpowiedzialny Baszkirskiego Komitetu Obwodowego RKP(b)/WKP(b), następnie funkcjonariusz partyjny w Chinach. W 1927 aresztowany, 1928 zwolniony, od 7 czerwca 1928 do października 1933 sekretarz odpowiedzialny/I sekretarz Tatarskiego Komitetu Obwodowego WKP(b), od 13 lipca 1930 do 26 stycznia 1934 członek Centralnej Komisji Rewizyjnej WKP(b), od 6 listopada 1933 do maja 1937 I sekretarz Wschodniosyberyjskiego Komitetu Krajowego/Obwodowego WKP(b), od 10 lutego 1934 do 25 czerwca 1937 członek KC WKP(b). 15 marca 1935 odznaczony Orderem Lenina.
1 czerwca 1937 aresztowany, 29 października 1937 skazany na śmierć przez Kolegium Wojskowe Sądu Najwyższego ZSRR "za przynależność do antysowieckiej organizacji kontrrewolucyjnej", następnie rozstrzelany. 19 maja 1956 pośmiertnie zrehabilitowany.